# Luís de Almeida Sampaio
Luís de Almeida Sampaio (teljes nevén: Caetano Luís Pequito de Almeida Sampaio; Porto, 1957. december 16. –) portugál diplomata, hazája NATO-nagykövete.

## Pályafutása
A Coimbrai Egyetemen diplomázott jogból 1982-ben, majd 1983-tól lépett diplomáciai pályára. 1987-ben a portugal NATO misszióban beosztott diplomata, később 1990-1993 között Manfred Wörner főtitkár kabinetjének igazgatóhelyettese volt. 1995-től 1997-ig João de Deus Pinheiro mellett az Európai Bizottság portugál diplomáciai tanácsadója, majd a COMSFOR mellett töltött be politikai tanácsadó posztot 1999-ig. 2002-ig Portugália luandai (Angola) nagykövetségén beosztott diplomataként dolgozott. 2003-tól a portugál külügyminisztérium mellett működő Instituto Português de Apoio ao Desenvolvimento (Portugál Fejlesztési Együttműködési Intézet, IPAD) elnöke volt 2004-ig. 2004-7-ig Portugália algíri nagykövetsége vezetője volt nagykövetként. 2007-ben az Európai Unió Tanácsa portugál elnökségével összefüggő feladatokat látott el. 2008-tól 2012-ig Portugália belgrádi nagykövete volt (megbízólevelét 2008. december 11-én adta át Boris Tadićnak), majd 2012-től 2015-ig Németországban képviselte hazáját szintén nagykövetként - megbízólevelét 2012. április 13-án adta át Joachim Gaucknak.
2015-től Portugália NATO-képviseletét vezeti nagyköveti rangban.
Nős, két lánya van.